# 賤岳之戰
賤岳之戰是在1583年於近江國（今滋賀縣）賤岳附近的一場戰役，表面上因為是決定織田家的繼承人的問題發生衝突引起的，實際是羽柴秀吉（日後的豐臣秀吉）和柴田勝家的織田家內權力爭奪戰，由於前田利家倒戈，打亂了柴田勝家的部署，最終由豐臣秀吉取得勝利，奠定了秀吉統一日本的基礎。

## 清洲會議
西元1582年重臣明智光秀發動了本能寺之變，織田信長和織田信忠在事件中死亡。之後羽柴秀吉在山崎之戰擊敗光秀。由於同時失去當主信長與當主繼承人嫡長子信忠的關係，於是在天正10年6月27日（西元1582年7月16日）在尾張國清洲城召開會議，史稱清洲會議。
出席者為羽柴秀吉、柴田勝家、丹羽長秀和池田恒興。柴田勝家推舉了信長三子，織田信孝，而秀吉推舉了只有三歲的織田信長的嫡孫、織田信忠的兒子三法師（日後的織田秀信），同席的池田和丹羽兩人支持秀吉，也因此確定由織田秀信擔任織田家當主。
清洲會議雖然也確立了家臣所持有的領地，但由於秀吉與勝家推舉人選不同，雙方派系對立日趨白熱化，導致秀吉與勝家終須一戰。

## 各方行動
其後，在8月秀吉在京都為織田信長舉行了大規模的葬禮，再一次引起了柴田勝家的不滿。而勝家這一方面希望利用雜賀眾和長宗我部氏的力量來牽制秀吉的行動。
11月，柴田勝家派遣了前田利家、金森長近和不破直光作為和睦的使者，但是因為下雪所限，無法進入近畿，而秀吉藉此說勝家沒有誠意。其後，為了牽制西方的攻擊。秀吉安排了蜂須賀正勝駐守山陽，而宮部繼潤駐守山陰，同年12月，秀吉出兵攻略長濱城，擊敗了勝家的兒子柴田勝豐，之後勝豐降伏於秀吉。而信孝也降伏於秀吉之下。
翌年（1583年）正月，瀧川一益支持柴田勝家，攻陷了峰城和龜山城，秀吉被迫退回京都一帶，三月初，龜山城被秀吉攻陷，而且也向一益的居城–長島城進行攻擊。
而柴田勝家乘著雪融化的時候，在2月下旬從北之庄城進發向近江國對秀吉出兵。

## 會戰

### 佈陣
柴田軍在3月12日（新曆5月3日），約3萬軍勢包括部將佐久間盛政、金森長近、前田利家等到達了近江的柳瀨。而秀吉为了阻挡柴田軍沿北国街道南下，則在前线平原狭窄处沿山脊建造了土垒，并建有很深的壕沟，土垒上建有篱墙，准备与柴田进行持久战。3月27日，以秀吉為主力的部隊離了前線，回到长滨城，雙方陷入了膠著狀態。

### 交戰
4月2日，双方隔着长篱进行了短暂交火。在4月16日（6月6日），一時降伏的織田信孝聯同瀧川一益，在大垣城附近路過，秀吉于次日，分兵两万直接攻擊，擊退他們，进入大垣城。在19日（6月9日），柴田勝家部將佐久間盛政突然出擊，向駐守大岩山的中川清秀部隊攻擊。這次突擊使中川隊陷入混亂，最終清秀奮戰而死。之後再向岩崎山的高山右近攻擊，右近隊後退到的羽柴秀長本阵陣地。由于此时佐久間盛政部队已深入秀吉军中，四面为秀吉军包围，于是勝家多番下令盛政归阵，但是盛政沒有理會，部隊守在大岩山當中。
4月20日（6月10日）秀吉知道中川清秀戰死和據點被佔領的消息後，隨即由大垣城出發，而行動的速度非常快，在五小時中，行走了52公里。盛政得知後，立即退卻，秀吉直向佐久間盛政的部隊的攻擊，将佐久間盛政孤立，而秀長見秀吉本隊有所行動，立即攻擊勝家本隊，雙方發生混戰，
然而就在這個時候，站在柴田一方的前田利家却突然離開了戰場，使得柴田军直接面对着秀吉的大军。在柴田勝政和佐久間盛政部隊擊退後，秀吉直向柴田本隊攻擊。柴田勝家在這個時候撤退。

## 戰後

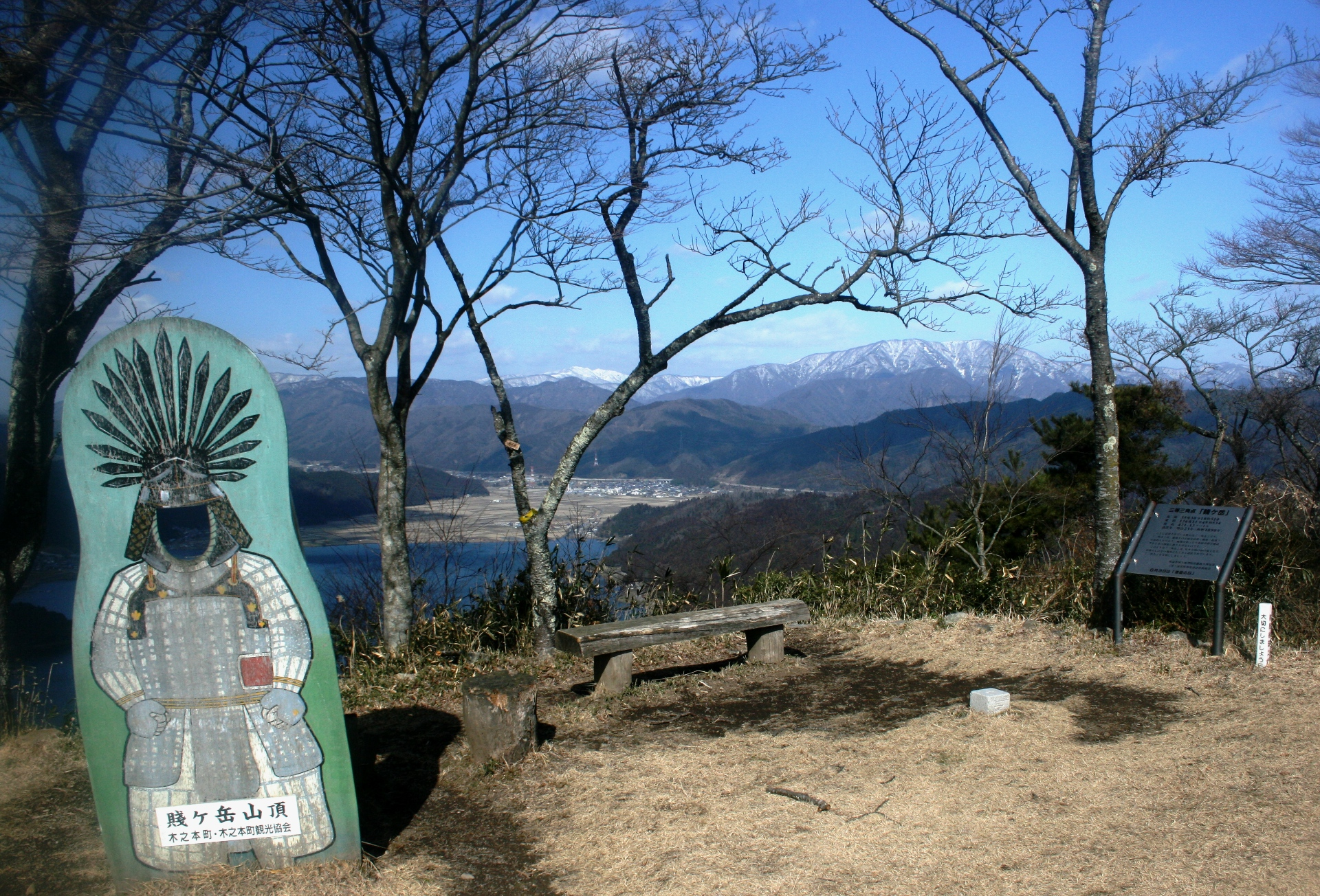
賤岳顶和余呉湖

秀吉在賤岳擊退柴田軍以後，4月23日對勝家的居城北之庄城進行包圍。翌日，勝家則和其妻子阿市切腹自盡，柴田氏的政權正式瓦解。
在北之庄攻下以後，秀吉再向織田信孝和瀧川一益進攻，不久他們的居城也被攻下。信孝切腹自盡，而瀧川一益則迫於形勢，降於秀吉。前織田家的家臣們多數也效忠秀吉之下。
而當中有九將在賤岳之戰協助秀吉本隊突襲戰取得了成功，但是櫻井佐吉、石川兵助一光兩人在不久病死，其餘七人合稱為賤岳七本槍。而這七人是加藤清正、福島正則、片桐且元、平野長泰、糟屋武則、加藤嘉明和脇坂安治。他們日後在豐臣秀吉統一日本當中擔任了重要的角色。

## 關連項目
- 日本合戰列表
- 賤岳七本槍
- 本能寺之變